# Eratoneura fausta
Eratoneura fausta är en insektsart som först beskrevs av Knull 1951.  Eratoneura fausta ingår i släktet Eratoneura och familjen dvärgstritar. Inga underarter finns listade i Catalogue of Life.